# مگلا
مگلا (به لاتین: Mgla) یک شهرک در روسیه است که در استان آرخانگلسک واقع شده‌است.